# Unione Sportiva Carrarese "Pietrino Binelli" 1943-1944
Questa voce raccoglie le informazioni riguardanti l'Unione Sportiva Carrarese "Pietrino Binelli" nelle competizioni ufficiali della stagione 1943-1944.

## Rosa
| N. |                   | Ruolo | Calciatore       |
| -- | ----------------- | ----- | ---------------- |
|    | Italia (bandiera) |       | Benassi          |
|    | Italia (bandiera) | C     | Giovanni Beretta |
|    | Italia (bandiera) |       | Cesare Bordignon |
|    | Italia (bandiera) |       | Pietro Cerchi    |
|    | Italia (bandiera) |       | Pierino Esposito |
|    | Italia (bandiera) | A     | Tommaso Galeotti |
|    | Italia (bandiera) |       | Gasperini        |
|    | Italia (bandiera) | A     | Franco Grillone  |

| N. |                   | Ruolo | Calciatore            |
| -- | ----------------- | ----- | --------------------- |
|    | Italia (bandiera) | C     | S. Isoppi             |
|    | Italia (bandiera) |       | Giuseppe Logli        |
|    | Italia (bandiera) |       | Filippo Martinelli    |
|    | Italia (bandiera) | A     | Loris Onida           |
|    | Italia (bandiera) |       | Francesco Piccini     |
|    | Italia (bandiera) | D     | Mario Galletti Prayer |
|    | Italia (bandiera) | A     | Giuseppe Pucci        |
|    | Italia (bandiera) |       | Pietro Pucci          |